# 연꽃과
연꽃과(蓮-科, 학명: Nelumbonaceae 넬룸보나케아이[*])는 프로테아목의 과이다. 현존하는 유일한 속인 연꽃속(Nelumbo)과 몇몇 멸종한 속을 포함한다.

## 하위 분류
| 현존 - 연꽃속(Nelumbo Adans.) | 멸종 - †Exnelumbites Estrada-Ruiz, Upchurch, Wolfe & Cevallos-Ferriz - †Nelumbago McIver & Basinger - †Nelumbites Berry - †Paleonelumbo Knowlton |

## 같이 보기
- 수련과